# Trái phiếu đô thị

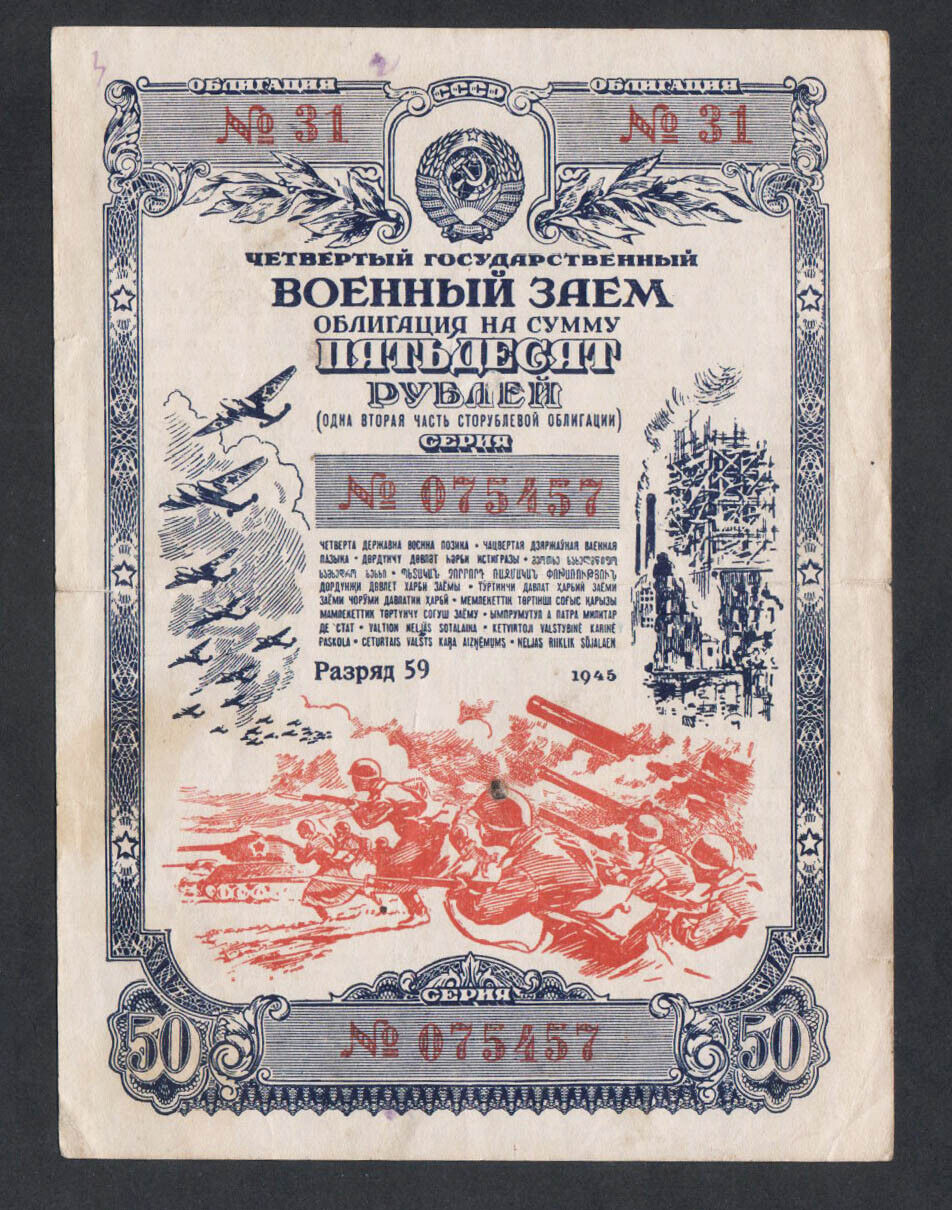
Trái phiếu đô thị thời Xô Viết năm 1945

Trái phiếu đô thị (Municipal bond) là trái phiếu do chính quyền địa phương phát hành hoặc trái phiếu do chính quyền tiểu bang, chính quyền các đặc khu phát hành để ghi nợ dài hạn nhằm huy động nguồn vốn tài trợ cho các dự án đầu tư hạ tầng, đến hạn thanh toán đã được ghi trong trái phiếu đô thị, người phát hành phải trả cả gốc lẫn lãi cho người mua. Tại Hoa Kỳ, thu nhập từ lãi mà người nắm giữ trái phiếu đô thị nhận được thường được miễn thuế thu nhập liên bang và tiểu bang, nhưng không phải lúc nào cũng vậy, thông thường, chỉ những nhà đầu tư có khung thuế cao nhất mới được hưởng lợi từ việc mua trái phiếu đô thị được miễn thuế thay vì trái phiếu chịu thuế. Mặc dù không phải tất cả trái phiếu đô thị đều được miễn thuế nhưng hầu hết đều được miễn thuế. 
Thị trường trái phiếu đô thị của Hoa Kỳ tương đối nhỏ so với thị trường doanh nghiệp, tổng dư nợ của các thành phố là 4 nghìn tỷ USD tính đến quý đầu tiên năm 2021, so với gần 15 nghìn tỷ USD ở thị trường doanh nghiệp và thị trường nước ngoài. Nhưng ngược lại, số lượng tổ chức phát hành trái phiếu đô thị (chính quyền tiểu bang, địa phương và các đơn vị trực thuộc khác) vượt xa số lượng tổ chức phát hành trái phiếu doanh nghiệp. Chính quyền địa phương ở nhiều quốc gia khác trên thế giới phát hành trái phiếu tương tự, đôi khi được gọi là trái phiếu chính quyền địa phương hoặc tên gọi khác tương tự.
Các cơ quan phát hành trái phiếu thành phố còn được gọi là ngân hàng trái phiếu hoặc cơ quan tài trợ của chính quyền địa phương tồn tại ở các quốc gia khác, chẳng hạn như Thụy Điển và Phần Lan. Tại New Zealand, Cơ quan tài trợ chính quyền địa phương (LGFA) là tổ chức phát hành nợ bằng đô la New Zealand lớn thứ hai sau chính phủ. Chính quyền địa phương ở Trung Quốc không được phép phát hành trái phiếu trên thị trường mở cho đến năm 2015 và về mặt lịch sử, các chính phủ này dựa vào phương tiện tài trợ của chính quyền địa phương như một nguồn tài trợ nợ chính. Đến cuối năm 2022, tổng cộng khoản trái phiếu có giá trị lên đến 35,1 nghìn tỷ nhân dân Tệ đã được lưu hành. Ở Ấn Độ, Hội đồng thành phố Bangalore (Bruhat Bengaluru Mahanagara Palike) là chính quyền thành phố đầu tiên phát hành trái phiếu vào tháng 11 năm 1997, tiếp theo là thành phố Ahmedabad vào tháng 2 năm 1998.

## Đại cương

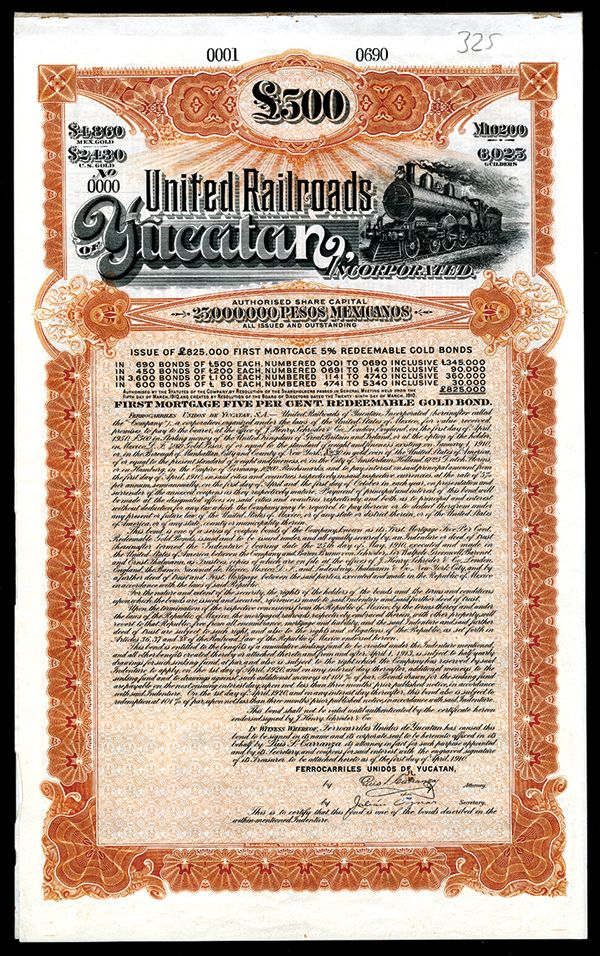
Trái phiếu Yucatan

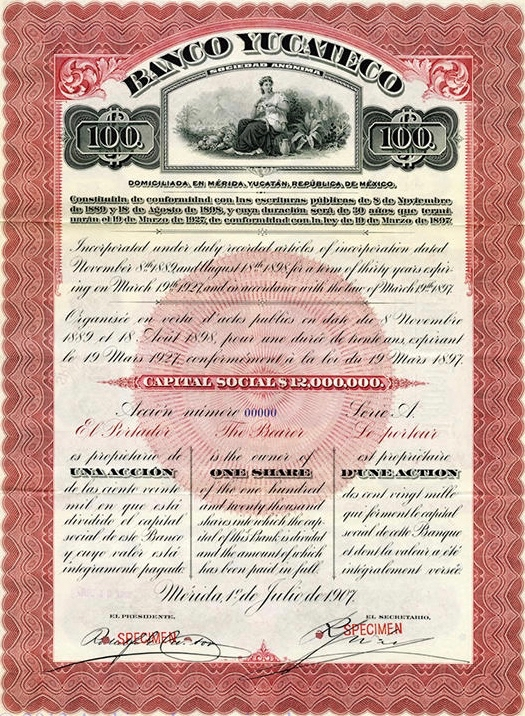
Trái phiếu ngân hàng Banco Yucateco

Trái phiếu đô thị là một loại chứng khoán nợ và có thể được coi là các khoản vay mà các nhà đầu tư thực hiện cho chính quyền địa phương. Khoản nợ của chính quyền đô thị có trước nợ doanh nghiệp vài thế kỷ, có thể kể đến từ thời các thành bang Ý thời kỳ Phục hưng đầu tiên đã vay tiền từ các tập đoàn ngân hàng lớn. Việc các thành phố của Mỹ vay mượn có từ thế kỷ XIX và hồ sơ về trái phiếu đô thị của Hoa Kỳ cho thấy việc sử dụng trái phiếu này đã được thực hiện vào khoảng đầu những năm 1800. Trái phiếu đô thị đầu tiên được ghi nhận chính thức là trái phiếu nghĩa vụ chung do Thành phố New York phát hành để huy động vốn thực hiện dự án cho một con kênh vào năm 1812. Trong những năm 1840, nhiều thành phố của Hoa Kỳ lâm vào cảnh nợ nần và đến năm 1843, các thành phố có khoản nợ tồn đọng khoảng 25 triệu USD. 
Trong những thập kỷ tiếp theo, sự phát triển đô thị nhanh chóng đã chứng tỏ sự tăng trưởng bùng nổ tương ứng của nợ đô thị. Khoản nợ này được sử dụng để tài trợ cho cả việc cải thiện đô thị và hệ thống giáo dục công đang ngày càng phát triển. Nhiều năm sau Nội chiến Hoa Kỳ, khoản nợ địa phương đáng kể đã được phát hành để xây dựng đường sắt. Đường sắt là các tập đoàn tư nhân và những trái phiếu này rất giống với trái phiếu doanh thu công nghiệp ngày nay. Chi phí xây dựng vào năm 1873 cho một trong những tuyến đường sắt xuyên lục địa lớn nhất, Bắc Thái Bình Dương, đã ngăn cản khả năng tiếp cận vốn mới. Cùng lúc đó, ngân hàng lớn nhất đất nước vào thời điểm đó, thuộc sở hữu của cùng một nhà đầu tư với ngân hàng Bắc Thái Bình Dương, đã sụp đổ. Các công ty nhỏ hơn cũng như thị trường chứng khoán đều làm theo. 
Cơn hoảng loạn năm 1873 và những năm suy thoái sau đó đã khiến tình trạng nợ thành phố tăng trưởng nhanh chóng nhưng tạm thời. Khi nền kinh tế Mỹ bắt đầu phát triển trở lại, nợ đô thị tiếp tục đà tăng trưởng và được duy trì tốt cho đến đầu thế kỷ 20. Cuộc Đại suy thoái những năm 1930 đã làm ngừng tăng trưởng, mặc dù tình trạng vỡ nợ không nghiêm trọng như những năm 1870. Hai cơ quan quản lý nổi bật nhất ban đầu là Chính quyền Cảng New York, được thành lập vào năm 1921 và đổi tên thành Chính quyền Cảng New York và New Jersey vào năm 1972, và Cơ quan quản lý cầu Triborough (nay là Cơ quan quản lý cầu và đường hầm Triborough), được thành lập vào năm 1933. vấn đề nợ của hai cơ quan này được miễn thuế của chính quyền liên bang, tiểu bang và địa phương. 